# Karpyliwka (rejon pryłucki)
Karpyliwka (ukr. Карпилівка) – wieś na Ukrainie, w obwodzie czernihowskim, w rejonie pryłuckim, w hromadzie Sribne. W 2001 liczyła 523 mieszkańców, spośród których 518 wskazało jako ojczysty język ukraiński, a 5 rosyjski.